# Wella
 (février 2011).
Si vous disposez d'ouvrages ou d'articles de référence ou si vous connaissez des sites web de qualité traitant du thème abordé ici, merci de compléter l'article en donnant les références utiles à sa vérifiabilité et en les liant à la section « Notes et références ».
Wella, filiale de Coty de 2015 à 2020, est une entreprise allemande, active dans le domaine des cosmétiques. Elle a été fondée en 1880 par le coiffeur Franz Ströher. Elle a fait partie du groupe Procter & Gamble de 2003 à 2015.

## Histoire
Franz Ströher est né à Oberwiesenthal, dans l'Arrondissement des Monts-Métallifères. À l'âge de 26 ans, il enregistra auprès du tribunal cantonal une entreprise pour la fabrication des perruques. Il mit au point un apprêt qui résistait à l'eau. Après la Grande Guerre la coiffure devient « à la garçonne » et l'entreprise est obligée à se reconvertir. Les deux fils de Franz, Georg et Carl Ströher, en 1924 acquièrent le brevet d'un nouvel appareil à indéfrisable. Ils déposent la marque Wella. Pendant la dernière guerre, la marque Wella se dédie à la fabrication de matériel pour les sous-marins. Après la guerre les frères Ströher fonderent la ONDA S.A., qui redevient Wella en 1950, avec son siège à Darmstadt. Les employés étaient 750 en 1960 et 3000 en 1985.
Sur le marché français les produits Wella arrivent en 1951, grâce à une usine installée à Sarreguemines, sous le nom de Ondal France. En 1958 l'entreprise absorbe les Ets Pelleray qui deviennent Wella Paris.
La ligne des produits comprend du matériel pour les coiffeurs (ligne System Professional), les gammes de coloration Color 2000 et Koleston 2000, les permanentes Concord et Climatherm, les produits pour les cheveux Lifetex, etc.
En mai 2020, le groupe KKR prend le contrôle des activités de coiffure professionnelle du groupe Coty, incluant les marques Wella et Clairol.

### Activité
Wella possède trois centres de recherche dont le centre de recherche Wella de Darmstadt. Le musée de Wella retrace toute l'histoire de l'institut et des techniques employées au cours des siècles derniers.
Une usine Wella se trouve à Sarreguemines (Lorraine).

## Ambassadrices de la marque
- Farrah Fawcett
- Cheryl Ladd
- Priscilla Presley
- Brooke Shields
- Jaclyn Smith
- Jarno Trulli
- Marjorie Wallace
- Cláudia Raia
- Shraddha Kapoor